# استعمارگری پرتغال در قاره آمریکا
پرتغال نخستین کشوری بود که اقدام به جستجو و اکتشاف جهان در قرن پانزدهم میلادی زد. معاهده توردسیاس در ۱۴۹۴ میلادی جهان خارج از اروپا را به دو قلمرو جهانی کاستیلی و پرتغالی تقسیم می‌کرد تا هریک در بخش اختصاصی خود به استعمار بپردازند. پرتغال بخش‌هایی از آمریکای جنوبی (عمدتاً برزیل) را استعمار کرد؛ اگرچه به تلاش‌های ناموفقی برای مستعمره کردن آنچه امروز به عنوان قلمرو کانادا شناخته می‌شود نیز دست زد.

## استقرار در شمال آمریکا
بر اساس معاهده توردسیاس، پادشاهی پرتغال ادعا کرد که دارای دعاوی مرزی در مناطقی است که در سال‌های ۱۴۹۷ و ۱۴۹۹ توسط جان کابوت دیده شده‌اند. (۱) از این رو، در سال ۱۴۹۹ و ۱۵۰۰ میلادی، دریانورد پرتغالی جواو فرناندز لاورادور از نزدیک‌ترین ساحل آتلانتیک و گرینلند بازدید کرد و آن را به حساب مشاهده آنچه در نقشه‌های توپوگرافی آن زمان «لابرادور» شناخته می‌شد گذاشت. (۲)

## استعمار کردن برزیل

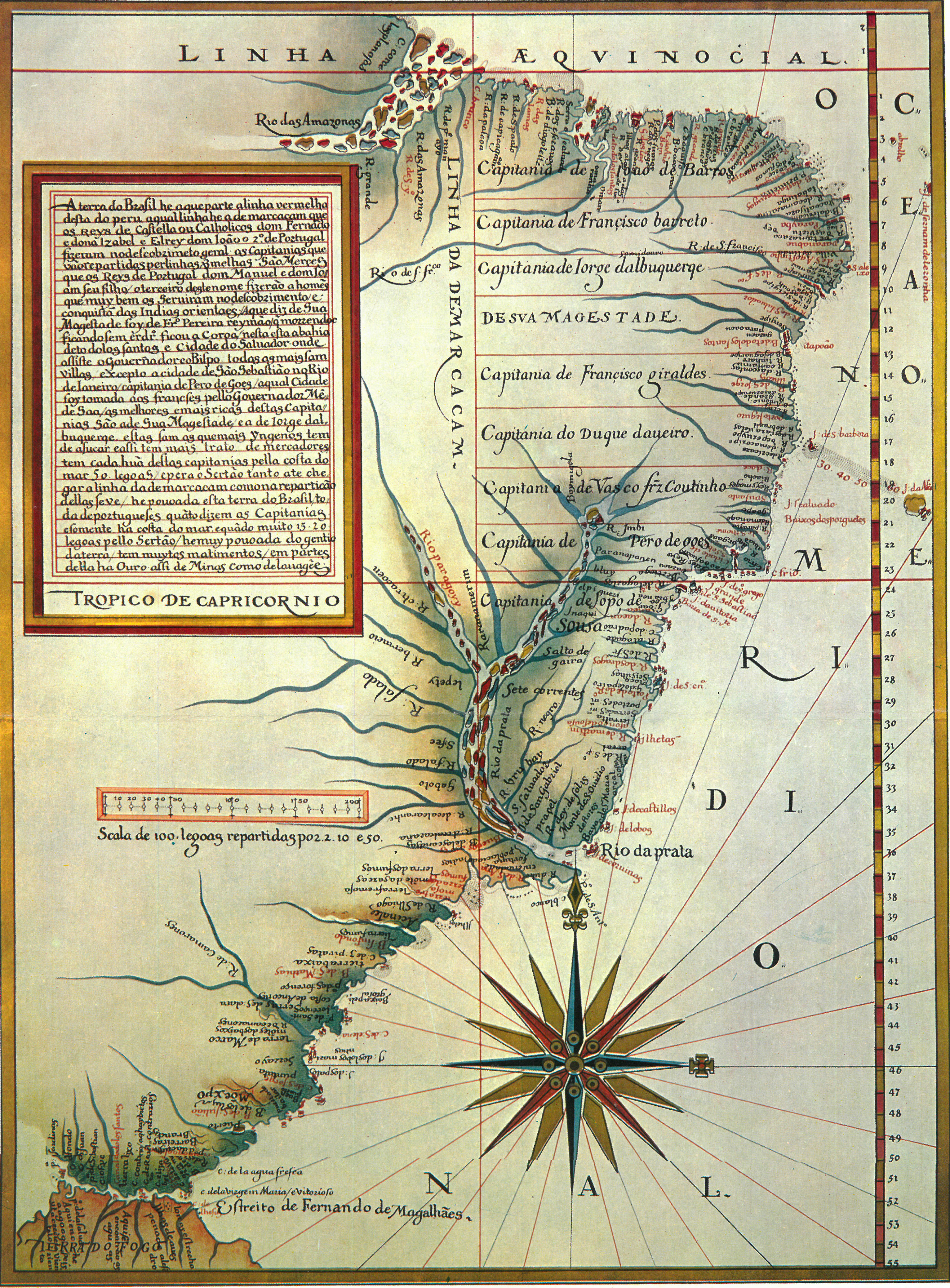
نقشه برزیل استعمار شده در ۱۵۴۹ میلادی

## استعمار کردن اروگوئه
پرتغالی ها نخستین شهر اروگوئه‌ای، کولونیا دل ساکرامنتو و  گواناره را در ونزوئلا  بنیان نهادند.